# Geografia San Marino

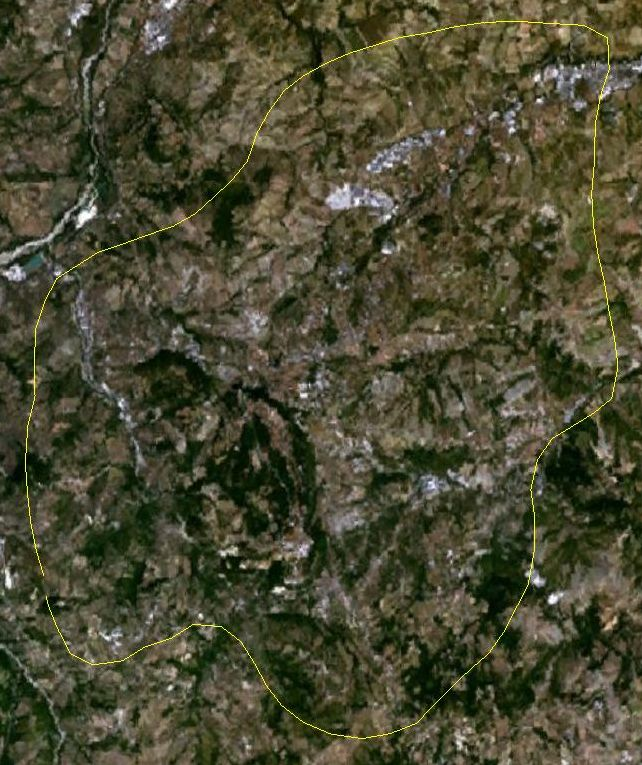
Mapa satelitarna San Marino

Geografia San Marino. San Marino jest państwem położonym w całości na terytorium górzystym, w Apeninie Toskańsko-Emiliańskim. San Marino jest najstarszym i jednym z najmniejszych państw Europy (zaraz po Watykanie i Monako). Kraj jest enklawą na terenie Włoch.

## Powierzchnia, położenie i granice
Powierzchnia wynosi 60,5 km².
San Marino leży w południowej Europie, na Półwyspie Apenińskim, w pobliżu Morza Adriatyckiego, dokładnie 22 km od adriatyckiego portu Rimini. Centralny punkt kraj to: 43°55'N i 12°30'E. W najszerszym odcinku San Marino mierzy prawie 12 km.
San Marino graniczy z Włochami, długość granicy wynosi 39 km.

## Budowa geologiczna i rzeźba
San Marino leży na styku pasma włoskich Apeninów, a nadbrzeżnych nizin ciągnących się wzdłuż Morza Adriatyckiego. Kraj jest w większości górzysty, jego terytorium znajduje się na wapiennym, pagórkowatym płaskowyżu należącym do południowo-wschodniego Apeninu Toskańskiego. Większość powierzchni zajmuje masyw Monte Titano, którego najwyższy punkt wznosi się na 749 m n.p.m. Monte Titano opada stromym urwiskiem ku północno-wschodniej aluwialnej nizinie nadmorskiej, które zajmuje niewielką północno-wschodnią część enklawy. Inne wzniesienia na terytorium San Marino to Monte Ceretto, Monte Carlo i Monte Ghelfa, wzniesienia te liczną od 457 m n.p.m. do 581 m n.p.m.

## Klimat
Klimat San Marino jest wilgotny subtropikalny. Kraj cechują chłodne zimy i gorące lata. W okresie zimowym pogodę kształtuje obecność gór oraz chłodne masy powietrza pochodzące z północnej części Europy. Latem  kraj dostaje się pod wyraźny wpływ mas zwrotnikowych płynących z Afryki oraz z Bliskiego Wschodu.
Zimą jest dość zimno, średnie wartości termiczne wynoszą od −2 do +4 °C. Latem jest gorąco, średnie wartości termiczne wynoszą 23 °C, sięgając maksymalnie 30 °C. Występuje duża liczba dni z upałami. Opady w San Marino są wysokie i wynoszą 880 mm rocznie, lecz większość z nich przypada na okres zimowego półrocza, latem opady są rzadkie.

## Wody
San Marino mając niewielką powierzchnię, nie posiada wielu rzek. Kraj leży jednak w regionie Włoch o dosyć gęstej sieci rzecznej, która bierze swój bieg w Apeninach. Główne rzeki państwa, które mają w zasadzie postać strumieni to:
- Ausa dł. 17,2 km
- Marano dł. 29,6 km i
- San Marino dł. 8,7 km.

## Przyroda
San Marino leży w strefie roślinności śródziemnomorskiej. Tereny górskie są porośnięte tzw. "parkami" dębowymi lasami. Są to jednak niewielkie kompleksy leśne rosnące na stromych zboczach gór. Inna formacją roślinną jest twardolistna makia, także zajmująca. niewielkie obszar kraju. Generalnie szata roślinna jest w znacznym stopniu wyniszczona. Niemal ¾ powierzchni kraju zajmują tereny rolnicze.
Świat zwierząt ze względu na wysoki poziom urbanizacji i gęstość zaludnienia jest mocno wyniszczony. Fauna San Marino należy do Regionu Śródziemnomorskiego.

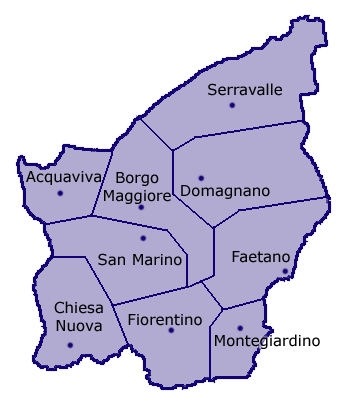
Podział administracyjny

San Marino jest podzielone na 9 jednostek administracyjnych:
- Acquaviva
- Borgo Maggiore
- Chiesanuova
- Domagnano
- Faetano
- Fiorentino
- Montegiardino
- Città di San Marino
- Serravalle